# 潜在産出量
潜在産出量（せんざいさんしゅつりょう、英語: potential output）とは、経済学において、資本や労働が最大限に活用された場合に達成できると考えられる長期的に維持可能な実質国内総生産 (GDP) の最高水準である。潜在GDPとも呼ばれ、その成長率は潜在成長率と呼ばれる。

## 概要
自然的・制度的な制約のため上限値が存在する。現実のGDPが潜在GDPを上回ると、（賃金や物価の統制が無ければ）総需要 (aggregate demand) が総供給が超えるにつれてインフレーションが加速する傾向がある。これは労働力と労働時間、資本ストック、実物資源の供給が限られており、技術やノウハウの限界もあるためである。グラフで図示すると、自然限界を超える産出量の拡大は、平均費用曲線上、最適な数量を上回る生産量のシフトと見なすことができる。GDPが潜在GDPを下回る場合、供給者が生産能力の過剰を解消するために値下げするのでインフレーションは減速する。
マクロ経済学における潜在産出量は、ある社会全体の生産可能性フロンティア（曲線）の一点に相当し、自然的・技術的・制度的制約を反映している。
潜在産出量は自然国内総生産(natural gross domestic product) とも呼ばれる。もし経済が潜在GDP水準であれば、失業率はインフレ非加速的失業率 (NAIRU) または自然失業率と等しくなるが、インフレ非加速的失業率や自然失業率が実際にはどのようなものであるかについては経済学者の間で意見が一致していない。
一般的に言えば、ほとんどの中央政府や中央銀行は国内総生産（GDP）を潜在産出量の水準付近に維持しようとする。政府支出を増減させる財政政策と消費と投資の水準を変えるためにマネーサプライを増減する金融政策の2つが最も一般的な戦略である。
潜在産出量と現実の産出量の乖離は産出量ギャップ（GDPギャップ）と呼ばれ、産業の生産能力利用率（資本装備率）と相関がある。潜在産出量は、産出量ギャップの変化に付随する産出量の変化に関するオークンの法則との関連付け、産出量ギャップと比べた経済の景気動向と景気循環の時系列データの要因分解、などでも研究される。

## 内閣府による推計
内閣府は、「経済の過去のトレンドから見て平均的に生産要素を投入した時に実現可能な生産量」を潜在産出量と呼んでおり、この定義に基づいて日本の経済の潜在産出量を推計して産出量ギャップを算出している。2010年現在の日本の潜在成長率は、実質値で1.5-2.0%とされている。

### TFPの推計
まず、下記のコブ・ダグラス型の生産関数でソロー残差（現実の成長率から資本と労働の寄与を除いた残差）を算出し、全要素生産性 (TFP) を推計する。
{\displaystyle Y=A(KS)^{\alpha }(LH)^{1-\alpha }\,}
| 記号  | 変数         | 意味                                                                   | データの出典                                                                                   |
| ----- | ------------ | ---------------------------------------------------------------------- | ---------------------------------------------------------------------------------------------- |
| Y     | 実質GDP      | 現実の総産出量                                                         | 内閣府 国民経済計算                                                                            |
| A     | TFP          | 全要素生産性                                                           | コブ・ダグラス型生産関数で算出                                                                 |
| K     | 資本ストック | 民間製造業と非製造業の資本ストック(取付ベース前期末値)                 | 内閣府 民間企業資本ストック                                                                    |
| S     | 稼働率       | 製造業資本ストック×製造工業稼働率＋非製造業資本ストック×非製造業稼働率 | 経済産業省 生産・出荷・在庫指数 経済産業省 第3次産業活動指数 日本銀行 全国企業短期経済観測調査 |
| L     | 就業者数     | 就業者数                                                               | 総務省 労働力調査                                                                              |
| H     | 総実労働時間 | 所定内労働時間＋所定外労働時間 (30人以上の事業所データ)                | 厚生労働省 毎月勤労統計調査                                                                    |
| α     | 資本分配率   | 1 - 労働分配率                                                         | 労働分配率から算出                                                                             |
| 1 - α | 労働分配率   | 雇用者所得 / (固定資本減耗 + 営業余剰 + 雇用者所得 - 家計の営業余剰)   | 内閣府 国民経済計算                                                                            |

この関数の両辺をLHで割ると、
{\displaystyle Y/LH=A(KS/LH)^{\alpha }\,}
となり、これを自然対数に変換して次の式を得る。
{\displaystyle \ln(Y/LH)=\ln A+{\alpha }\ln(KS/LH)\,}
上記の式にY、α=0.33(1980年以降の平均値)、現実に稼働している資本投入量KSと労働投入量LHを代入してlnAを求め、ホドリック＝プレスコット・フィルタ（HPフィルタ）により平滑化した値をTFPとする。

### 潜在GDPの推計
潜在GDPについてもコブ・ダグラス型生産関数を想定する。
{\displaystyle Y^{*}=A(K^{*}S^{*})^{\alpha }(L^{*}H^{*})^{1-\alpha }\,}
| 記号 | 変数             | 意味                                                    | データの出典                                                    |
| ---- | ---------------- | ------------------------------------------------------- | --------------------------------------------------------------- |
| Y*   | 潜在GDP          | 潜在総産出量                                            | コブ・ダグラス型生産関数で算出                                  |
| K*   | 潜在資本ストック | 民間製造業と非製造業の資本ストック (取付ベース前期末値) | 民間企業資本ストック                                            |
| S*   | 潜在稼働率       | 製造業と非製造業の稼働率から景気要因を除去したもの      | 生産・出荷・在庫指数 第3次産業活動指数 全国企業短期経済観測調査 |
| L*   | 潜在就業者数     | （15歳以上人口×トレンド労働力率）×（1－構造失業率）     | 労働力調査 厚生労働省 毎月勤労統計調査 職業安定業務統計         |
| H*   | 潜在労働時間     | 総実労働時間にHPフィルタをかけたもの                    | 総実労働時間から算出                                            |

潜在稼働率製造業・非製造業の稼働率を被説明変数として、日銀短観の「生産・営業用設備判断DI」で回帰し、景気要因を除去したもの。
潜在就業者数トレンド労働力率は、労働力率（労働力人口/15歳以上人口）にHPフィルタをかけたもの。構造失業率は、UV曲線 (ベバリッジ曲線) を用いて失業率 (U) と欠員率 (V) の関係から推計しHPフィルタをかけたもの。
潜在的な資本(K*S*)と労働(L*H*)の寄与に、推計したTFPを加えて潜在GDPを推計する。
{\displaystyle \ln Y^{*}=\ln A+{\alpha }\ln(K^{*}S^{*})+({1-\alpha })\ln(L^{*}H^{*})\,}
{\displaystyle \exp(\ln Y^{*})=\exp[\ln A+{\alpha }\ln(K^{*}S^{*})+({1-\alpha })\ln(L^{*}H^{*})]\,}